# Gerardus Bikkers
Gerardus Bikkers (Rotterdam, 19 december 1865 – Amersfoort, 21 juli 1923) was een Nederlands dirigent.
Hij werd geboren binnen het gezin van vleeshouwer Alexander Bikkers en Alida Pietronella Schuuring. Hijzelf huwde Maria van Dijk.
Hij kreeg zijn opleiding van George Karel Gerardus van Aaken (viool) en Köhler (klarinet). Hij werd daarmee eerst onder-kapelmeester en later kapelmeester van het orkest van het vijfde regiment infanterie, dat gelegerd was in Amersfoort. Hij was er ook meer dan twintig jaar klarinettist. Rond 1906 volgde hij daar zijn leermeester van Aaken op en verzorgde menig buitenconcert. Hij hervormde het harmonieorkest tot een symfonieorkest, maar dat sneuvelde al snel weer. Hij gaf ook leiding aan een muziekkorps in Woudenberg. In 1922 ging hij met pensioen, maar kon er maar kort van genieten. Hij stierf het daarop volgende jaar na een lang ziektebed. Hij werd begraven op Begraafplaats Soesterkwartier.
Van zijn hand verscheen een aantal werken, voornamelijk marsen voor harmonieorkest of militaire band.